# Titus Leber
Titus Leber (* 2. März 1951 in Zell am See, Salzburg) ist ein österreichischer Regisseur und Multimedia-Künstler.

## Leben
Titus Leber besuchte in Wien das Lycée Français. Von 1969 bis 1970 erfolgte eine Ausbildung in Fernsehregie und Filmproduktion bei der UNESCO.
Ab seinem 14. Lebensjahr begann Leber, experimentelle Filme zu drehen, die sich zunehmend der von ihm entwickelten Schichtungsmethode bedienten und in seinen vielfach preisgekrönten Filmen Kindertotenlieder (1976), Schubert – Fremd bin ich eingezogen (1978) und Anima-Symphonie Fantastique (1981, Sélection Officielle du Festival de Cannes HC) mündeten.
Ab 1970 studierte er Theater- und Medienwissenschaft sowie Kunstgeschichte an der Universität Wien, wo er 1976 mit der Dissertation über „Die Schichtungsmethode“, einem Verfahren zur technischen und dramaturgischen Überlagerung mehrerer Inhaltsschichten, promoviert wurde. 1976 bis 1978 leitete er die Filmabteilung des Instituts für Endoskopie in Düsseldorf. In den Jahren 1978–1979 folgten Studien am American Film Institute in Hollywood mit Diplom-Abschluss in Regie.
Leber wirkte als Lektor am C. G. Jung-Institut Zürich und 1984/1985 im Rahmen eines Erwin Schrödinger Stipendiums der Österreichischen Akademie der Wissenschaften als Research Fellow am Center for Advanced Visual Studies (CAVS) des Massachusetts Institute of Technology (MIT). Dort entwickelte er den „Image Reactor“, eine interaktive Bildplatten-Installation zur Simulation visuellen Denkens. Frühe Schriften entstanden zum Thema Artificial Intelligence und Kunst, im Rahmen des Kultur-Festivals Steirischer Herbst.
Als Drehbuchautor und Regisseur arbeitete er bis 1986 in Los Angeles. Außerdem war er Artist in residence am „International Synergy“-Think Tank der Biennale São Paulo, an der er 1985 mit der Installation „The Glassbead Game Installation“ teilnahm.
Von 1986 bis 1990 lebte Leber in Wien, wo eine Reihe interaktiver Bildplattenproduktionen entstanden (u. a. Wien Interaktiv, Mozart Interaktiv) und er gründete die Firma Iconomics-Laserdisc Gmbh. Zwischen 1991 und 1997 wirkte er in Paris, wo er in Zusammenarbeit mit der UNESCO und dem Louvre-Museum den HDTV 3D-Film Les très Riches Heures du Louvre drehte und zusammen mit IBM-Europe das Projekt Europe Interactive entwickelte, das dann allerdings im Rahmen der Krise, die IBM Mitte der 1990er Jahre durchlief, eingestellt wurde. 1995 gestaltete Leber für das Pasteur-Institut Paris die preisgekrönte Produktion Le Monde de Pasteur und für das Centro Nacional de Cultura in Lissabon die Produktion „8 Ciudades Historicas de Portugal“. Er wurde Aufsichtsratsmitglied der französischen Filmhochschule Fémis.
Von 1997 bis 2008 war er in Bangkok tätig und erstellte dort in einem Zeitraum von vier Jahren die monumentale interaktive DVD-Produktion What Did the Buddha Teach? für die königliche Mae Fah Luang Foundation und entwickelte das Opernspielfilm-Projekt Parsifal–A Buddhist Tale. Während dieser Zeit hatte er von 1997 bis 1999 zudem eine Professur Kunsthochschule für Medien Köln inne und begann dort im Rahmen der Vorlesungsreihe „Das Dissoziations-Experiment“ mit dem experimentellen Überlagern ganzer Spielfilme.
Von 2009 bis 2014 hielt er sich in Indonesien auf, wo er im Auftrag der indonesischen Regierung das enzyklopädische Multimedia-Projekt Borobudur - Paths to Enlightenment entwickelte, eine interaktive Erkundung eines der größten buddhistischen Bauwerke der Welt.
Im Jahr 2015 gründete er die Initiative Africa Interactive mit dem Ziel, das Kulturerbe Afrikas in den Cyberspace zu bringen. Im Rahmen der damit verbundenen Aktivitäten erfolgten seither zahlreiche Aufenthalte in Westafrika. Seit 2011 ist Leber Mitglied des Europäischen Kulturparlamentes (European Cultural Parliament), dessen Repräsentant gegenüber der Afrikanischen Union er seit 2021 ist.
Leber ist ein Pionier der interaktiven Gestaltung von Bildplatten und CD-ROMs. Er wurde mit mehreren Preisen ausgezeichnet, unter anderem Grand Prix der International Association for Media in Science 1995 und dem Österreichischen Würdigungspreis für Filmkunst 1979 für Fremd bin ich eingezogen.

## Auszeichnungen
- 1979: Österreichischer Würdigungspreis für Filmkunst[33]
- 1983/1984: -Schrödinger-Stipendium des Fonds zur Förderung der wissenschaftlichen Forschung[34]
- 1995: Grand Prix der International Association for Media in Science
- Verleihung des Berufstitels Professor durch den Bundespräsidenten der Republik Österreich
- 2018: Ernennung zum Mitglied der Europäischen Akademie der Wissenschaften, Künste und Literatur (AESAL)

## Werke
- Kindertotenlieder. Kurzfilm. 1976. (16 mm, Farbe, 28 Min)
- Fremd bin ich eingezogen. Experimentalfilm um Franz Schubert. 1978.
- Amina - Symphonie Phantastique. Experimentalfilm. 1981.
- Wien interaktiv. 1987/88.
- Sternstunden des Louvre. 1994.
- Historische Städte Portugals. 1997.
- Leben und Lehre des Buddha. 2000.